# Araneus septemtuberculatus
Araneus septemtuberculatus este o specie de păianjeni din genul Araneus, familia Araneidae. A fost descrisă pentru prima dată de Thorell, 1899.
Este endemică în Camerun. Conform Catalogue of Life specia Araneus septemtuberculatus nu are subspecii cunoscute.